# Tên người Thái Lan
Tên người Thái Lan theo trật tự: tên gọi trước, họ sau.
Tên họ của người Thái Lan khá đa dạng bởi vì có quy định là mỗi gia tộc phải có một họ riêng và vì việc người Thái Lan mãi tới gần đây mới mang họ. Đã thế, người Thái Lan lại khá hay thay đổi tên họ của mình.
Người Thái Lan chỉ mới mang họ một cách chính thức (theo luật) từ năm 1913, trước kia, hầu hết người Thái Lan chỉ có tên gọi hoặc biệt hiệu. Tên gọi của người Thái Lan thường mang ý nghĩa tích cực. Theo luật pháp Thái Lan, mỗi gia tộc mang một tên họ riêng, vì vậy nếu có hai người có tên họ giống nhau thì chắc chắn họ là họ hàng của nhau; và rất hiếm khi có hai người có tên đầy đủ giống hệt nhau.
Tên của người Thái Lan rất đa dạng, ít khi giống nhau. Trong một mẫu điều tra gồm 45.665 quan sát (người), 81% có họ không trùng với ai, và 35% có tên gọi không trùng với ai: những người có họ giống nhau là vì họ là họ hàng của nhau.
Tên người Thái Lan, cả phần tên gọi lẫn phần tên họ, đều thường rất dài, nhất là tên của những người thuộc tầng lớp thượng lưu và những người có tổ tiên là người Trung Hoa vì tên Thái Lan của họ thực ra là một nỗ lực dịch tên Trung Quốc ra nghĩa tương đương trong tiếng Thái Lan.
Trong tên của những người Thái Lan thuộc tầng lớp quý tộc thường có vần Na. Tên của một vị bộ trưởng trong Chính phủ Thái Lan hiện nay, Mongkol Na Songkhla, cho thấy ông thuộc tầng lớp quý tộc ở Thái Lan.
Người Thái Lan thường gọi nhau bằng tên gọi kèm theo một tiền tố khun (nếu gọi nam giới) hoặc khunying (nếu gọi phụ nữ).
Trong những tình huống không chính thức, người Thái Lan gọi nhau bằng biệt hiệu (tiếng Thái Lan: ชึ่อเล่น, chue-len). Biệt hiệu thường do cha mẹ đặt cho hồi còn nhỏ, thường là đơn âm, và nhiều khi không có ý nghĩa gì, hay mang nghĩa gì đó hài hước, và cũng chẳng có liên quan gì đến tên thật. Người Thái Lan nào cũng có biệt hiệu, kể cả Quốc vương, và họ gọi nhau bằng biệt hiệu một cách thoải mái hàng ngày. Biệt hiệu của đương kim Quốc vương là Ong Lek. Còn biệt hiệu của cựu Thủ tướng Thái Lan Thaksin Shinawatra là Maew. Người nước ngoài nhiều khi chỉ được giới thiệu tên một người Thái Lan qua biệt hiệu của họ vì tên thật dài và khó phát âm, khó nhớ với người nước ngoài. Khi gọi nhau bằng biệt hiệu, thì thường ít dùng thêm các tiền tố khun và khunying.